# フォーランド ナット
フォーランド・ナット
Folland Gnat
フィンランド空軍博物館のナットF.1
- 用途：戦闘機・練習機
- 設計者：テディ・ペッター（英語版）
- 製造者： フォーランド・エアクラフト（英語版）
 ヒンドスタン航空機（ライセンス生産）
- 運用者

  -  イギリス空軍（練習機型のみ）
  -  インド空軍
  -  フィンランド空軍
  -  ユーゴスラビア空軍（評価用の2機のみ）
- 生産数：449機（アジートを含む）
- 運用状況：退役

フォーランド ナット (Folland Gnat) はイギリスのフォーランド・エアクラフト社が開発した戦闘機および練習機。1955年初飛行。

## 概要
1952年から開発が開始され、1954年8月にデモンストレーション機のミッジ（Midge）が初飛行、1955年に機体が完成し初飛行を行った。戦闘機の高性能化に伴う機体の大型化、複雑化、高額化していく流れに反して、敢えて小型軽量の機体とし、安価で製作・取扱の容易な点に重点を置いて開発された。既存戦闘機と比べて、生産にかかる労力は1/5、価格は1/3を目指していた。
機体はエンジンを1基搭載し、パイロットが1名搭乗するオーソドックスな後退翼機で、主翼を高翼配置としている。エアインテークは機体両脇に設けられており、ノズルは機体後端にある。ジェット第1世代末期～第2世代に登場した機体ながら、かつてレシプロ戦闘機としても軽量化を追求していた旧日本海軍の零戦と大差ない機体サイズや自重（零戦の後継機として試作された烈風よりは明らかに小型・軽量である）にまとめられている。そのため、エンジンとして同世代の戦闘機用としては比較的低出力なオーヒュースを搭載していた割には高速を発揮することができたが、水平飛行では音速を突破できなかった。
本機は運動性と取り扱いやすさは優れていたものの、前時代のレシプロプロペラ機なみに軽量・小型だったことが仇となり、武装の搭載量や航続距離が物足りないものとなった。このことからイギリス空軍では8機の試作発注を行ったものの、実戦部隊用の戦闘機としては採用しなかった。また、デ・ハビランド ベノムの後継戦闘爆撃機のテストにも応募したが、より大型・重武装のホーカー ハンターに敗れてしまった。

## 練習機型

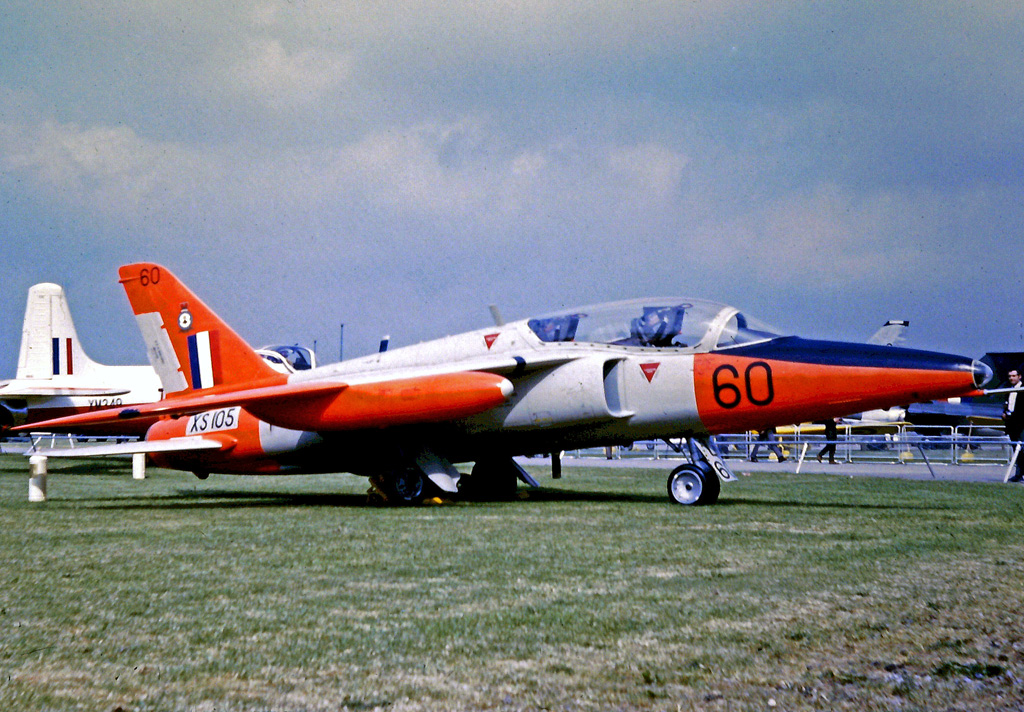
イギリス空軍第4飛行訓練学校（No.4 Flying Training School RAF ）のナットT.1

このように戦闘機としては採用されなかった本機だが、その後イギリス空軍では、Fo.114（後にナット T.Mk1に変更）の名称で練習機として1957年に採用した。練習機型は、戦闘機型と比べて胴体が0.64m延長されタンデム複座式となり、主翼は翼幅、弦長を増加し内翼にフラップ、外翼にエルロンを装備した。また、スリッパのようなややつぶれた形の増加燃料タンクが装備されるようになった。
戦闘機型同様、運動性に優れ操縦しやすい機体だったが、機体サイズの小ささ故にコクピットの居住性が悪いことが欠点で、大柄なパイロットはハンターで訓練を行わなければならなかった。1962年から訓練部隊に配備が開始され、105機生産された。空軍の曲技飛行隊であるレッドアローズの装備機としても有名で、1965年から1979年までの間本機が利用され、1979年にBAe ホークと機種交代して退役した。

## 海外での運用
イギリス空軍で採用されなかったナットは輸出に回され、フィンランド、ユーゴスラビア、インドへ輸出された。フィンランドには1958年から1959年にかけて13機輸出され、1974年まで使用された。ユーゴスラビアは、新型の昼間戦闘機の候補とするため評価用に2機購入したが、結局それ以上の導入は行わなかった。
ナットが最も利用され且つ活躍したのはインド空軍においてであった。インド空軍は早くからナットに注目しており、初飛行の翌年には23機の輸入契約をしたほか、ライセンス生産の契約まで締結している。こうして、ナットは1959年11月からインド空軍への引き渡しが開始され、1960年から部隊配備が開始された。
ナットは第二次印パ戦争および第三次印パ戦争において、インド空軍の戦闘機として用いられた。優れた上昇性能と運動性能を武器に活躍し、パキスタン空軍のF-86 セイバーを撃墜する戦果を挙げている。これは、本機が小型で高速だった上に戦闘地域の気候が高温だったために、当時のレーダーでは捕捉し辛く、またサイドワインダー等の短距離空対空ミサイルも回避可能だったからだといわれている。運動性のよい本機はパイロットの空戦技術向上のための格好の教材となり、第二次印パ戦争でナットに搭乗していたパイロットは、第三次戦争時において別の機体に搭乗してからも操縦技術の高さを発揮した。ライセンス生産はバンガロールのヒンドスタン航空機の工場で行われ、合計175機が生産された。さらにナットを独自に改良・発展させた型のアジートが開発・生産され、この型は1990年代まで生産された。

## 要目（ナットF.1）
出典: Folland Gnat - BAE Systems Heritage
諸元
- 乗員: 1名
- 全長: 9.07m
- 全高: 2.69m （8ft 10in）
- 翼幅: 6.76m（28ft 8in）
- 空虚重量: 2,175kg （4,800lbs）
- 最大離陸重量: 4,100kg （9,040lbs）
- 動力: ブリストル・シドレー オーフュース701-01 ターボジェット、20.9 kN （4,705lbf）  × 1

性能
- 最大速度: 1,120km/h (695mph),マッハ0.98, 高度20,000ftの場合
- 航続距離: 800km (500mi)
- 実用上昇限度: 50,000ft (15,000m)
- 上昇率: 100m/s
- 離陸滑走距離: 670m (インターセプト装備)、1,150m (作戦装備)
- 着陸滑走距離: 670m

武装
- 固定武装: ADEN 30mm×2門 (各砲につき砲弾115発搭載)
- ロケット弾: 3インチ（76.2mm）ロケット弾×18発
- 爆弾: 500ポンド（227kg）爆弾×2発

## 登場作品
『ホット・ショット』
架空の艦上機であるオスカー EW-5894ファルス戦術爆撃機として登場。